# Keno Davis
Keno Davis, (nacido el 10 de marzo de 1972 en Estados Unidos) es un entrenador de baloncesto estadounidense que ejerce en la NCAA.

## Trayectoria
- Iowa  (1991–1995), (asist.)
- Southern Indiana (1995–1997), (asist.)
- Southeast Missouri (1997–2003), (asist.)
- Universidad de Drake  (2003–2007), (asist.)
- Universidad de Drake  (2007–2008)
- Universidad de Providence  (2008–2011)
- Universidad Central Michigan (2012–)